# AndCad
AndCAD est une application de conception assistée par ordinateur pour le système d'exploitation Android qui permet de créer et modifier des dessins sur un téléphone mobile.

## Principales caractéristiques
- vectorielle True Object
- Objet serpentine
- Entrée unitaire direct
- Support Layer complet
- Image Sous-couche
- DXF Import / Export (beta)